# Ahti M. Salonen
Ahti Markus Salonen, född 27 april 1911 i Jakobstad, död 5 september 2003 i Helsingfors, var en finländsk ekonom. 
Salonen blev merkonom 1931, student 1934, filosofie kandidat 1938, filosofie magister 1941 samt filosofie licentiat och filosofie doktor i Helsingfors 1955. Han deltog som kompanichef i vinter- och fortsättningskriget och blev efter krigsslutet affärsman i Sydafrika, en tid som han skildrade i boken Kauppamiehenä Kapkaupungissa (1951). Han grundade 1951 det nuvarande Löntagarnas forskningsinstitut och var forskare vid den kooperativa centralaffären Osuustukkukauppa (OTK) 1966–1975. 
Salonen, som var socialdemokrat och anhängare till Väinö Tanner, var 1958 statsminister Karl-August Fagerholms sekreterare i den så kallade nattfrostregeringen och ombudsman för Honkaförbundet 1961. Han ställde 1978 upp som Konstitutionella folkpartiets presidentkandidat och uteslöts av den anledningen ur socialdemokratiska partiet.